# Les Liens du cœur (téléfilm, 2001)
Pour les articles homonymes, voir Les Liens du cœur.
Pour plus de détails, voir Fiche technique et Distribution.
Les Liens du cœur (What Makes a Family) est un téléfilm américain réalisé par Maggie Greenwald et diffusé en 2001.

## Synopsis
En Floride, Sandy Cataldi vit en couple avec Janine Nielssen. Très amoureuses l'une de l'autre, Sandy et Janine décident de se marier. Rapidement, elles désirent avoir un enfant et ont recours à l'insémination artificielle. Si la famille de Sandy est enthousiaste à cette idée, celle de Janine, qui n'a toujours pas accepté son homosexualité, réagit violemment et la rejette.
Peu après avoir donné naissance à une petite fille, Heather, Sandy tombe grièvement malade (atteinte du lupus) et décède. Janine se voit retirer Heather par les parents de Sandy (Evelyn et Frank Cataldi) qui décident de l'adopter. Refusant de perdre sa fille sur laquelle elle n'a aucun droit légal, la jeune femme entreprend de se battre en justice pour elle.

## Fiche technique
- Titre original : What Makes a Family
- Titre alternatif québécois : Les Liens de l'amour
- Réalisation : Maggie Greenwald
- Scénario : Robert L. Freedman
- Producteurs exécutifs : Cis Corman (en) et Whoopi Goldberg
- Produit par : Barwood Films et Columbia TriStar Television
- Décors : Ane Christensen
- Montage : Keith Reamer
- Costumes : Suzette Daigle
- Casting : John Buchan, Mary V. Buck et Susan Edelman
- Musique : David Mansfield
- Pays d'origine :  États-Unis
- Langue originale : anglais
- Format : couleur
- Genre : drame
- Durée : 120 minutes

## Distribution
- Brooke Shields (VF : Rafaèle Moutier) : Janine Nielssen
- Cherry Jones (VF : Denise Metmer) : Sandy Cataldi
- Anne Meara (VF : Nadine Alari) : Evelyn Cataldi
- Al Waxman (VF : Michel Prud'homme) : Frank Cataldi
- Whoopi Goldberg (VF : Maïk Darah) : Maître Terry Harrison
- Jordy Benattar (VF : Manon Prigent) : Heather Cataldi
- Melanie Nicholls-King (VF : Laëtitia Lefebvre) : Nora
- Stewart Arnott (VF : Pierre Dourlens) : Peter
- Joanne Vannicola : Melissa
- Roberta Maxwell : Claire
- Dean McDermott (VF : Éric Legrand) : Maître O'Brien
- Sean McCann (VF : Marc de Georgi) : Juge Black
- Philip Williams : Martin Crane
- Jayne Eastwood : Juge Shales
- George Buza : Révérend Greg Wasney
- Lorraine Sinclair : l’infirmière
- Catherine Dulder : la policière
- Roger Dunn (VF : Patrick Préjean) : le professeur
- Richard Fitzpatrick : Michael

 Source et légende : version française (VF) sur RS Doublage et selon le carton de doublage télévisuel.